# Schloßberg 3 (Quedlinburg)

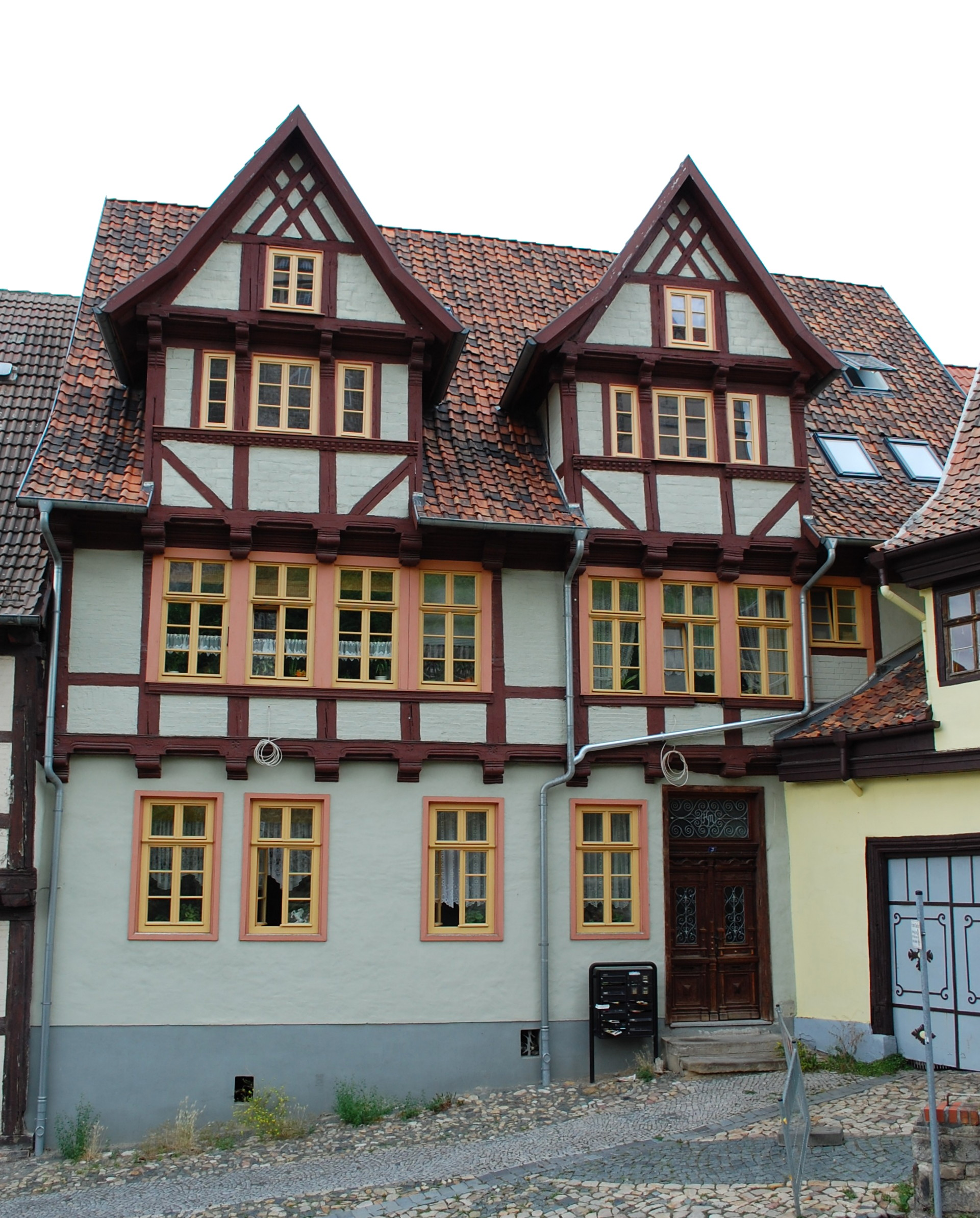
Haus Schloßberg 3

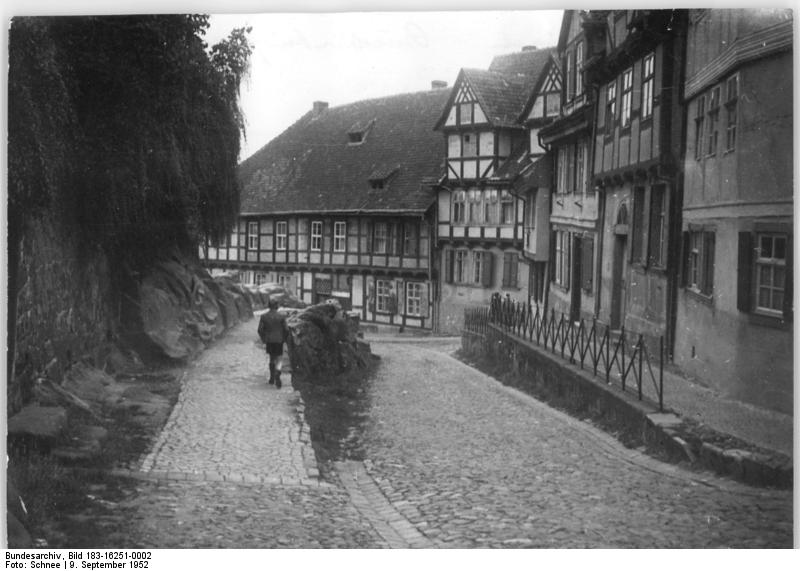
Blick entlang der Straße im Jahr 1952, rechts das Haus Schloßberg 3

Das Haus Schloßberg 3 ist ein denkmalgeschütztes Gebäude in der Stadt Quedlinburg in Sachsen-Anhalt.

## Lage
Es befindet sich westlich des Quedlinburger Schloßbergs im Stadtteil Westendorf. Das Haus ist im Quedlinburger Denkmalverzeichnis als Wohnhaus eingetragen und gehört zum UNESCO-Weltkulturerbe. Gegenüber dem Haus befinden sich die Felsen des Schloßberges.

## Architektur und Geschichte
Das zweigeschossige Fachwerkhaus entstand um das Jahr 1620 im Stil der Renaissance. Markant sind die zur Straße hin ausgerichteten beiden Zwerchhäuser, die aus dem steilen Hausdach hervortreten. Als Verzierungen finden sich an der Fassade profilierte Knaggen und Schiffskehlen an der Stockschwelle. Die Fenster sind zum Teil als Fensterreihung angeordnet.
Die Haustür des Gebäudes stammt aus der Zeit um 1880/90.